# Fernand Eggenschwyler
Fernand Eggenschwyler fue un deportista suizo que compitió en remo como timonel. Ganó una medalla de oro en el Campeonato Europeo de Remo de 1926, en la prueba de dos sin timonel.

## Palmarés internacional
| Campeonato Europeo | Campeonato Europeo | Campeonato Europeo | Campeonato Europeo |
| Año                | Lugar              | Medalla            | Prueba             |
| ------------------ | ------------------ | ------------------ | ------------------ |
| 1926               | Lucerna (Suiza)    | Medalla de oro     | Dos sin timonel    |